# Mörttjärnen (Rätans socken, Jämtland)
Mörttjärnen är en sjö i Bergs kommun i Jämtland och ingår i Ljusnans huvudavrinningsområde. Sjön har en area på 0,0449 kvadratkilometer och ligger 348,1 meter över havet.

## Delavrinningsområde
Mörttjärnen ingår i det delavrinningsområde (691668-143542) som SMHI kallar för Ovan Rammsjöån. Medelhöjden är 383 meter över havet och ytan är 8,65 kvadratkilometer. Räknas de 28 avrinningsområdena uppströms in blir den ackumulerade arean 320,13 kvadratkilometer. Hoan som avvattnar avrinningsområdet har biflödesordning 2, vilket innebär att vattnet flödar genom totalt 2 vattendrag innan det når havet efter 242 kilometer. Avrinningsområdet består mestadels av skog (90 procent). Avrinningsområdet har 0,04 kvadratkilometer vattenytor vilket ger det en sjöprocent på 0,5 procent.